# Peio Ruiz Cabestany
Peio Ruiz Cabestany (San Sebastián, Guipúzcoa, 13 de marzo de 1962) es un exciclista español, fue profesional entre los años 1984 y 1994, durante los cuales logró 23 victorias.

## Trayectoria
Nacido en San Sebastián (Guipúzcoa) en la comunidad autónoma del País Vasco en  España. Hijo de padres catalanes, su hermano Jorge Ruiz Cabestany también fue ciclista profesional durante tres temporadas, en las que logró 2 victorias.
Antes de pasar al ciclismo en ruta, Cabestany fue campeón de España en varias pruebas en pista; en concreto fue campeón de persecución en 1980 y 1982, de persecución por equipos de 1980 a 1983, de puntuación en 1983 y de contrarreloj por equipos también en 1983.
Entre sus triunfos más destacados, se pueden citar victorias de etapa en la Vuelta a España y el Tour de Francia.
En la Vuelta, su mejor posición fue la cuarta plaza obtenida en 1985 y 1990. Además, fue 6.º en 1986 y 1991.
En el Tour, su mejor posición fue un 12.º lugar, en 1990.

## Palmarés
| 1984 - 1 etapa de la Vuelta a la Comunidad Valenciana 1985 - Vuelta al País Vasco - 2.º en el Campeonato de España en Ruta - 1 etapa de la Vuelta a España - 1 etapa de la Vuelta a Colombia 1986 - 1 etapa del Tour de Francia - 1 etapa del Midi Libre - 1 etapa de la Volta a Cataluña - Vuelta a Tres Cantos | 1987 - Trofeo Luis Puig - 1 etapa del Trofeo Castilla y León - Gran Premio de Llodio 1988 - 1 etapa del Tour del Mediterráneo 1989 - Vuelta a la Comunidad Valenciana, más 1 etapa 1990 - 2 etapas de la Vuelta a España 1993 - 1 etapa de la Bicicleta Vasca |

## Resultados en Grandes Vueltas y Campeonato del Mundo
Durante su carrera deportiva ha conseguido los siguientes puestos en las Grandes Vueltas y en los Campeonatos del Mundo en carretera:
| Carrera         | 1984 | 1985 | 1986 | 1987 | 1988 | 1989 | 1990 | 1991 | 1992 | 1993 | 1994 |
| --------------- | ---- | ---- | ---- | ---- | ---- | ---- | ---- | ---- | ---- | ---- | ---- |
| Giro de Italia  | -    | -    | -    | -    | -    | -    | -    | -    | -    | Ab.  | -    |
| Tour de Francia | -    | 54.º | 36.º | Ab.  | -    | -    | 12.º | 33.º | 72.º | -    | -    |
| Vuelta a España | 15.º | 4.º  | 6.º  | Ab.  | 23.º | 17.º | 4.º  | 6.º  | 12.º | -    | 30.º |
| Mundial en Ruta | -    | 27.º | 11.º | -    | -    | -    | 15.º | -    | -    | -    | -    |

-: No participa

Ab.: Abandono

## Equipos
- Orbea (1984-1987)
- Kas (1988)
- ONCE (1989-1990)
- CLAS-Cajastur (1991)
- Gatorade (1992-1993)
- Euskadi (1994)

## Después del ciclismo
Ruiz Cabestany se ha destacado como un ciclista atípico. Para empezar su llegada al ciclismo fue atípica, ya que el deporte que practicaba durante su juventud era el esquí de fondo, deporte que dejó por el ciclismo a una edad ya bastante tardía. Ha seguido ligado a este deporte en cierta manera competiendo en pruebas de esquí de fondo y especialmente en pruebas de triatlón blanco.
Persona con numerosas inquietudes culturales y una gran capacidad de comunicación. Durante su época como ciclista se destacó como articulista de prensa, generalmente con artículos relacionados con este deporte. Es autor de un libro: Historias de un ciclista (1997) en el que recoge su trayectoria profesional y sus vivencias en el mundo de la bicicleta.
Ha trabajado en televisión, siendo comentarista de ciclismo en el canal de televisión de deportes Eurosport. También ha participado en otro género de programas de televisión, relacionados generalmente con la aventura, la montaña o los viajes y participando en varios reality shows.
- En los Pirineos: Serie documental sobre montaña y deporte de la Euskal Telebista.
- Mucho viaje: programa de viajes.
- La Selva de los FamoS.O.S. (2004): programa de telerrealidad de supervivencia.
- El desafío bajo cero (2006): reality de patinaje artístico.
- 26,2 Desafío en Nueva York (2008): reality de entrenamiento deportivo.
- El conquistador del fin del mundo (2016): reality de supervivencia, capitán del equipo azul.
- Diario de un ciclista (2021): Recorrido por la llamada Ruta de la Plata.[3]

Desde 2007 comenzó a participar en la empresa StarDreams, integrada por varios destacados deportistas como Antonio Maceda, Julio Salinas, Albert Ferrer, Almudena Cid, Estela Giménez, Gervasio Deferr, Blanca Fernández Ochoa, Martín Fiz, Amaya Valdemoro, Fernando Romay o Xavi Torres y dedicada principalmente al asesoramiento a directivos y ejecutivos en la mejora del rendimiento laboral. Posee unos viñedos familiares en la región vitivinícola catalana de Cuenca de Barberá. 